# Galvanografi
Galvanografi är en metod för bildreproduktion där man använder fotokemiska och elektrolytiska (galvaniska) tekniker för att skapa djuptrycksplåtar, avsedda för koppartryckpressar. Metoden var vanlig under senare delen av 1800-talet och början av 1900-talet. Galvanografi är besläktad med galvanotypi och har fått sitt namn efter den italienska läkaren Luigi Galvani.